# Dolmen de la Grosse Pierre (Verneusses)

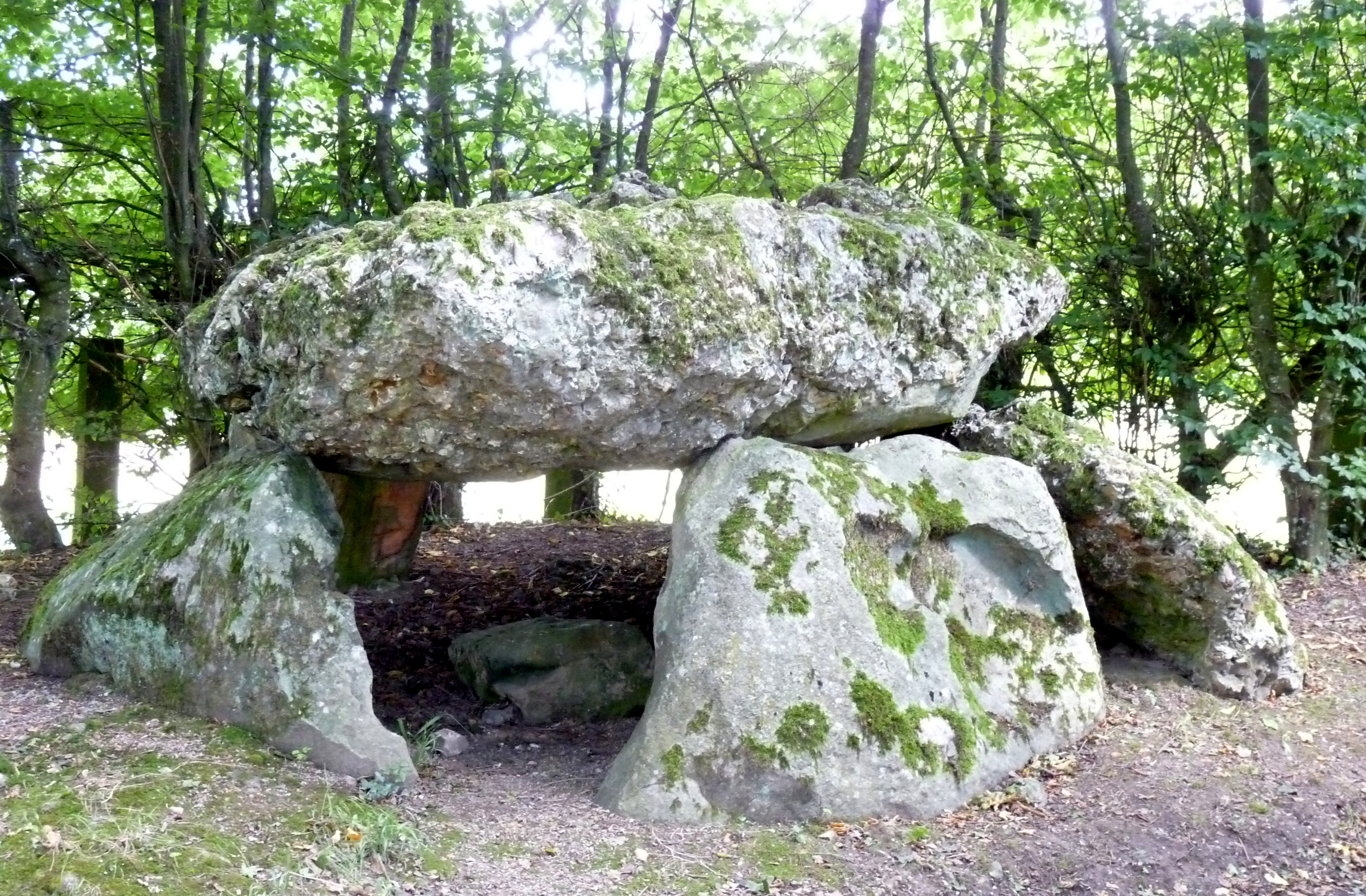
Dolmen de la Grosse Pierre

Der Dolmen de la Grosse Pierre  liegt an der Straße „Le Bourg“, im Osten von Verneusses im äußersten Südwesten des Département Eure in der Normandie in Frankreich. Die Straße ist die alte Römerstraße zwischen Rouen und Alençon. Dolmen ist in Frankreich der Oberbegriff für neolithische Megalithanlagen aller Art (siehe: Französische Nomenklatur).
- Der Dolmen du Bois de la Grosse Pierre liegt bei Sainte-Radegonde im Département Charente-Maritime.
- Der Dolmen de la Grosse-Pierre (Prudemanche) liegt bei Saint-Lubin-de-Cravant im Département Eure-et-Loir
- Der Dolmen La Grosse-Pierre (Boissy) liegt in Boissy-Maugis im Département Orne
- La grosse Pierre Levée von Silly-en-Gouffern ist ein Menhir im Département Orne
- Grosse Pierre de la Bergerie in Villerville ist ein Menhir im Département Calvados
- Der Dolmen du Colombier bei Pierrelatte im Département Ardèche trägt auch die Bezeichnung Dolmen de Grosse Pierre.

## Beschreibung
Der 0,6 m dicke Deckstein besteht  zur Hälfte aus Brekzie und Sandstein. Er ist dreieckig, die Nordseite hat eine Länge von etwa 4,0 m, die beiden anderen Seiten messen 3,5 m. Er wird von vier Tragsteinen gestützt.

Dolmen de la Grosse Pierre
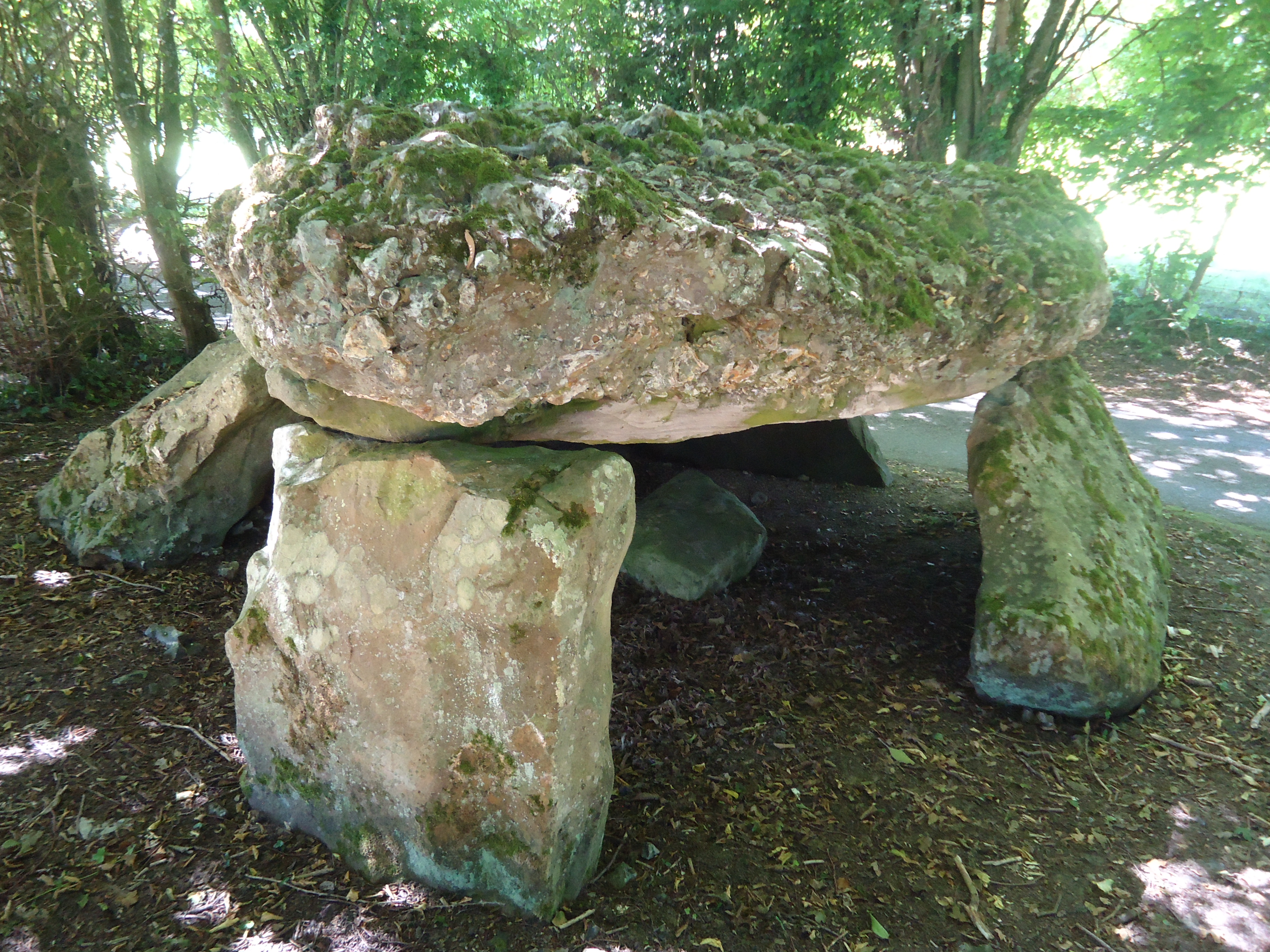
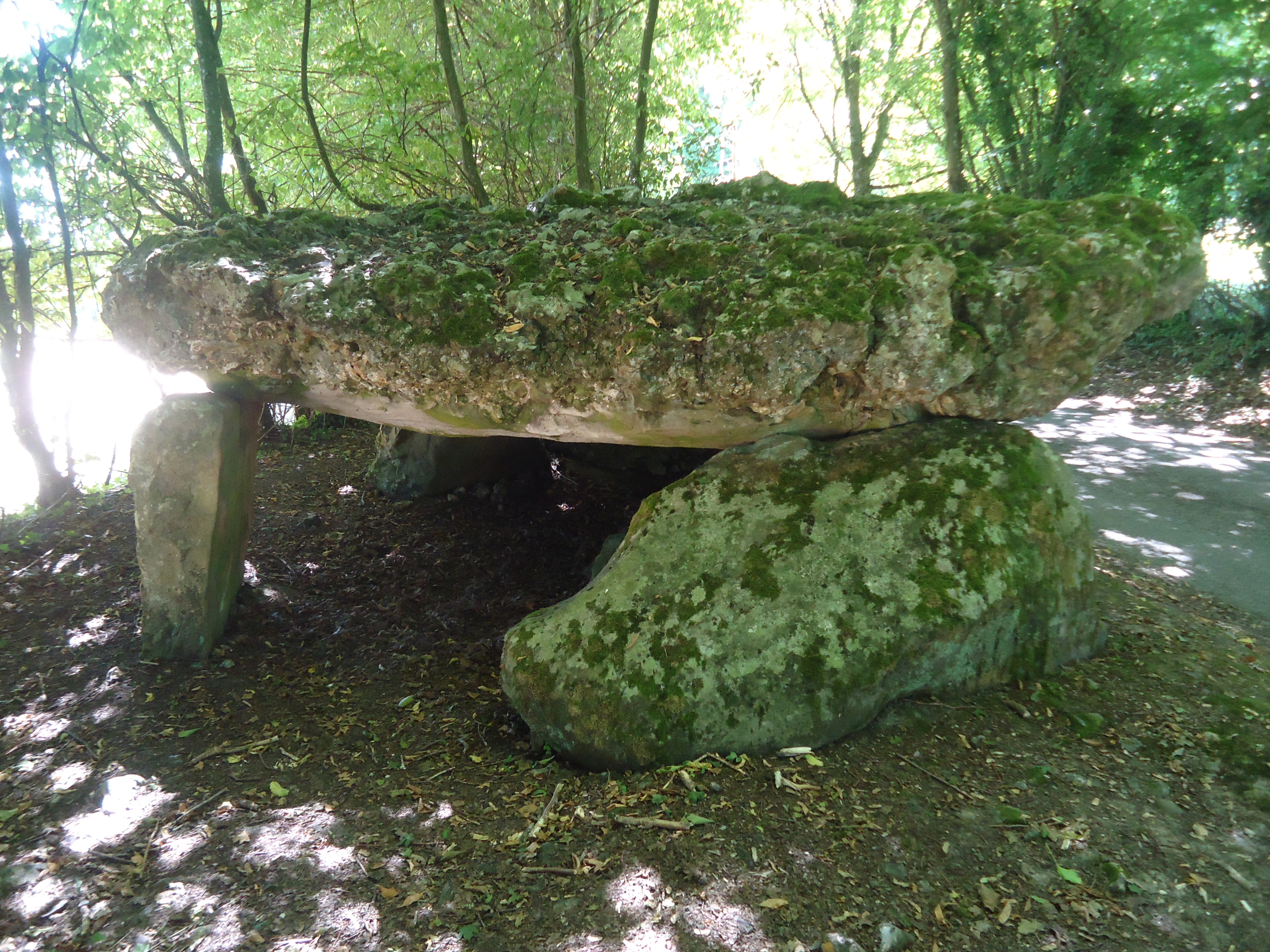
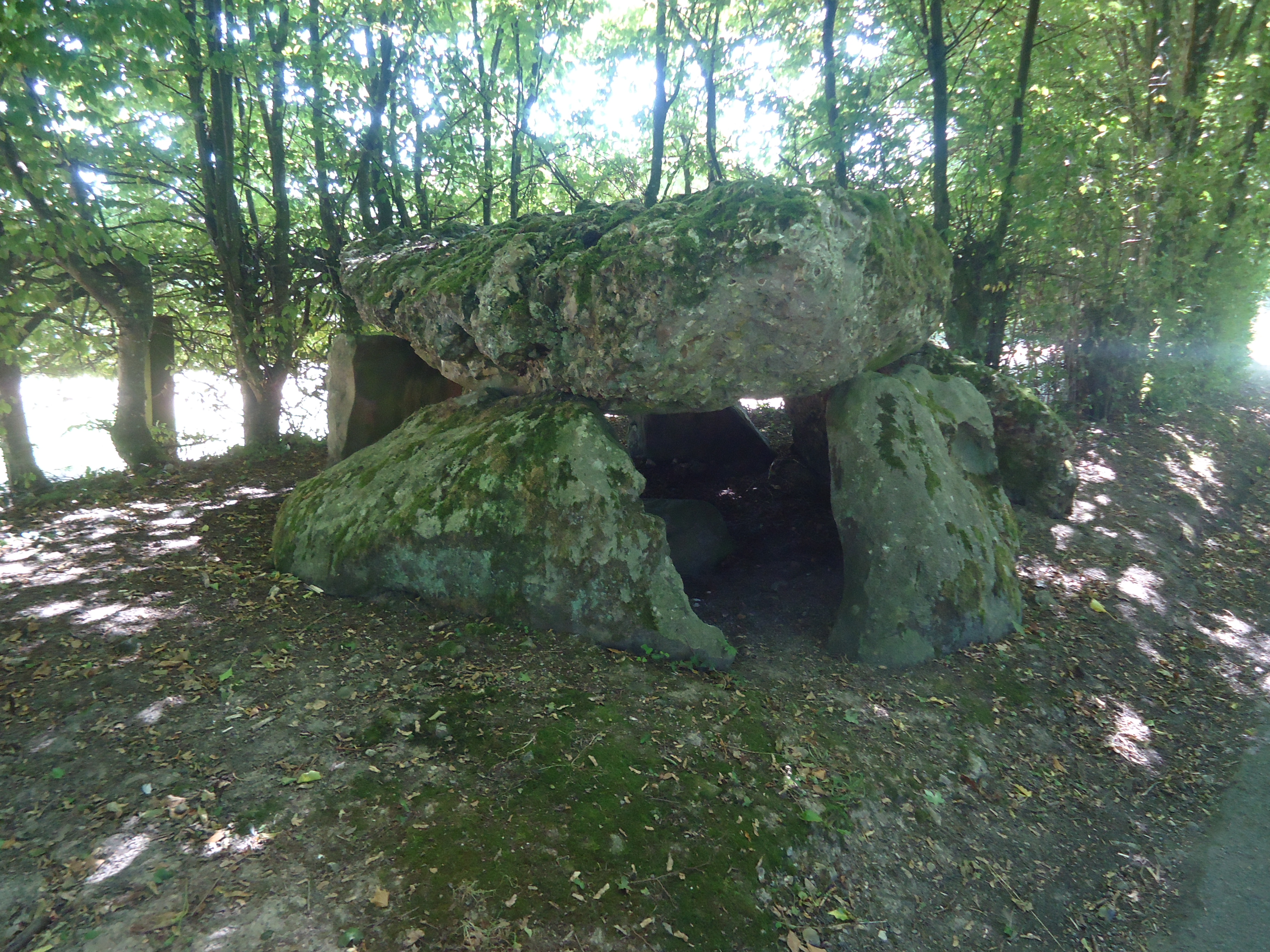
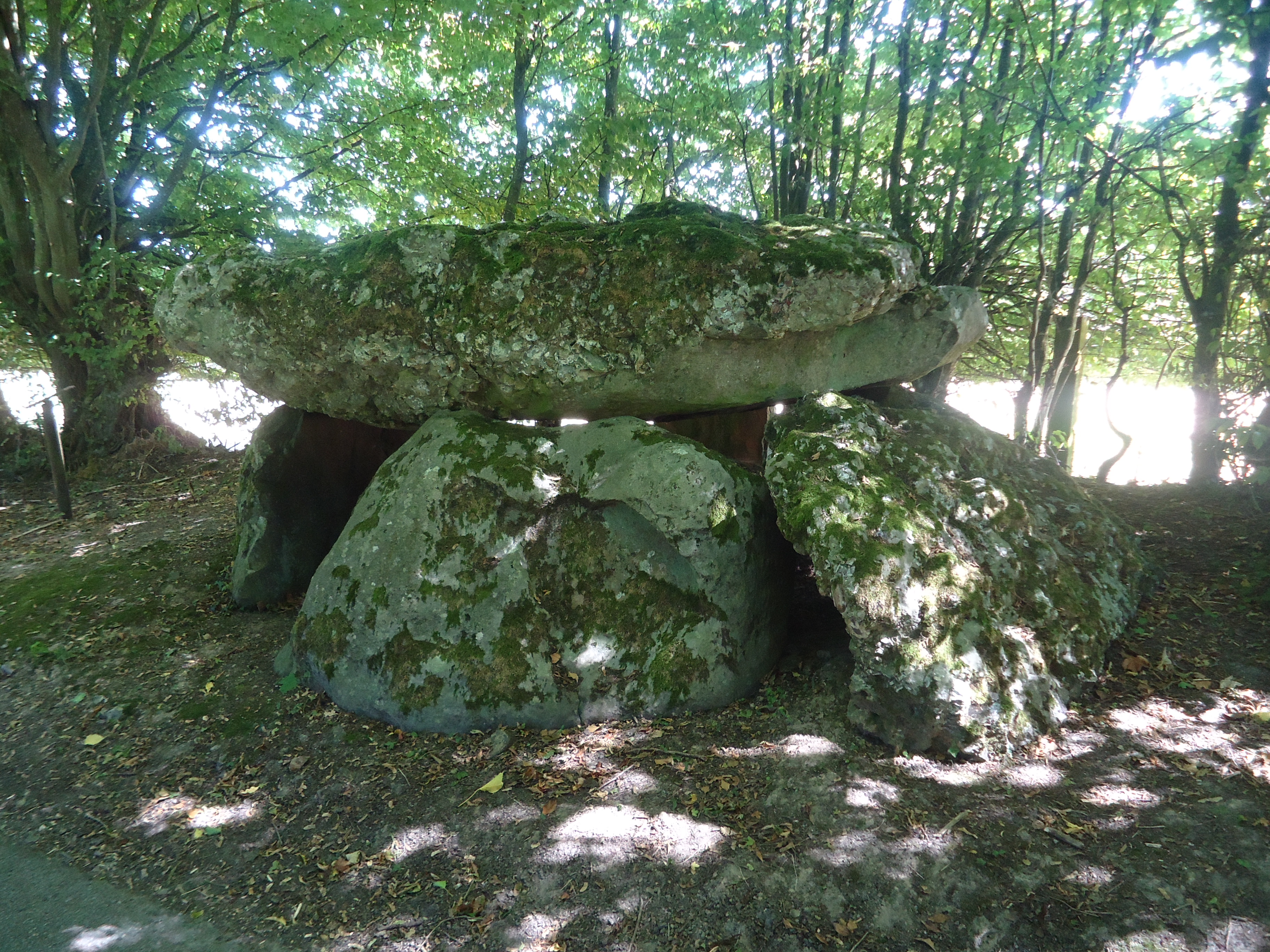
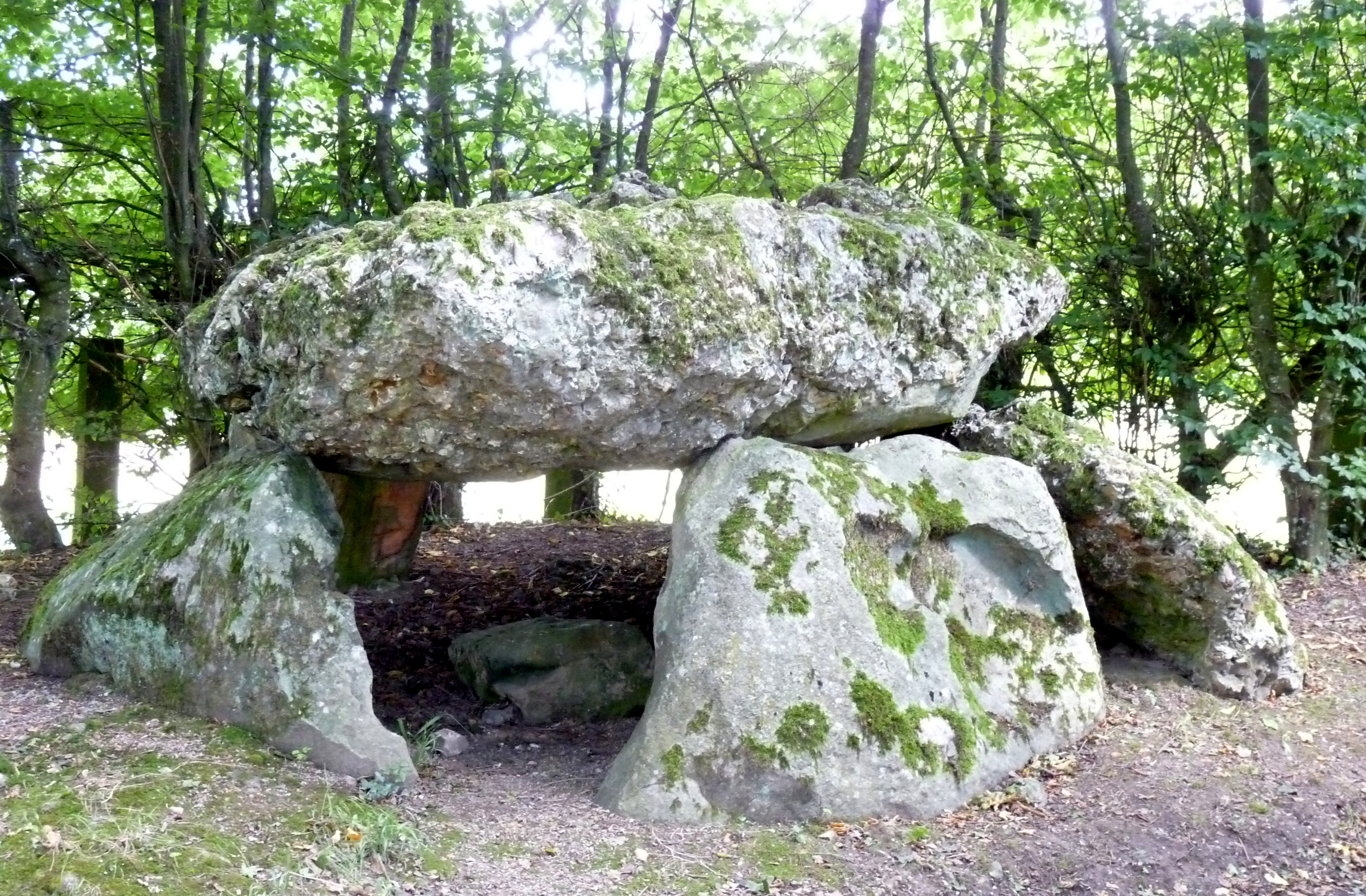
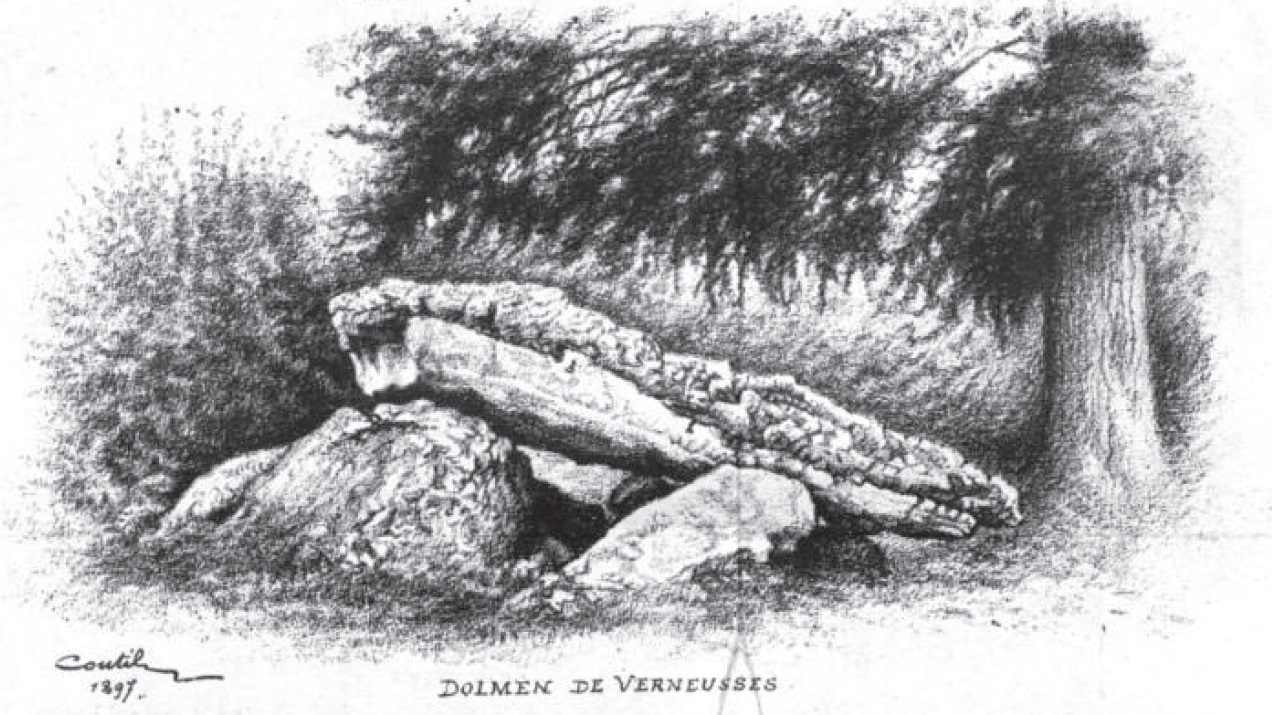
Zeichn. von Léon Coutil
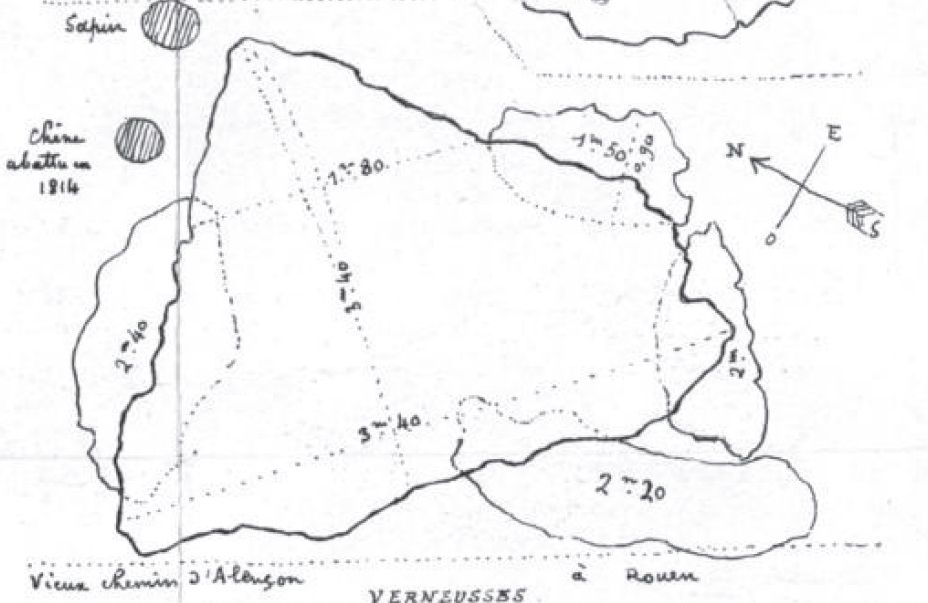
Zeichn. von Léon Coutil
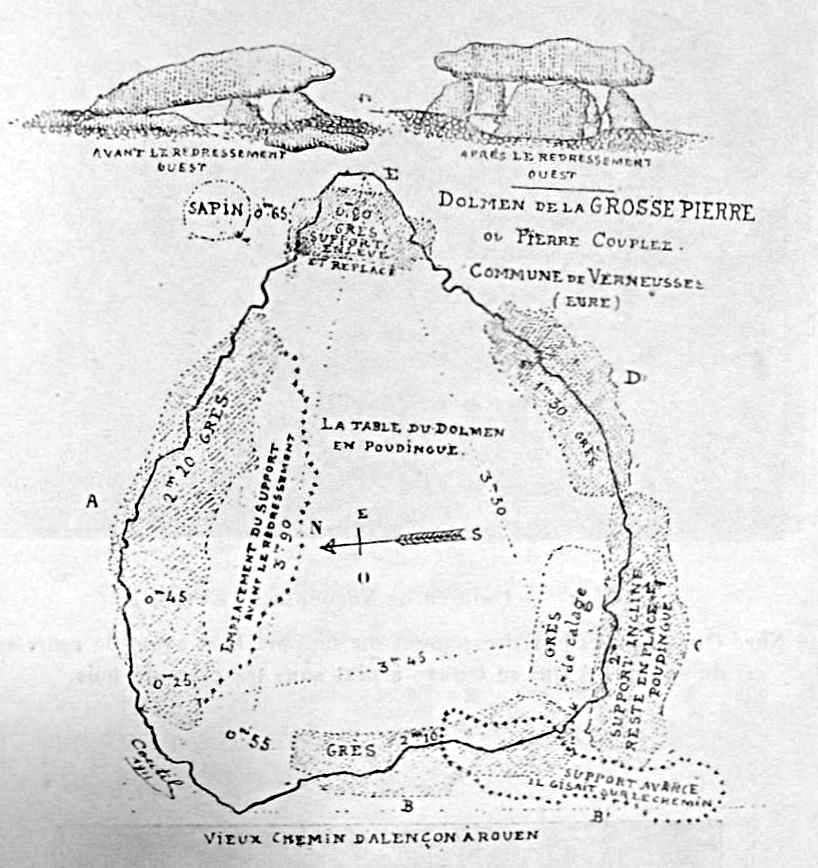
Zeichn. der Rekonstruktion

Stein A: aus Sandstein ist 2,3 m breit, hat eine sichtbare Höhe von 0,7 m und ist  0,45 m dick.
Stein B: ist aus Sandstein.
Stein C: aus Brekzie ist etwa 2,0 m breit, hat eine sichtbare Höhe von 1,25 m und eine Dicke von 1,0 m.
Stein D: Sandstein, ist 1,30 m breit, hat eine sichtbare Höhe von 0,90 m und eine Dicke von 0,70 m.
Ein fünfter Träger E wurde 1910 von Leon Ticking hinzugefügt, der den Dolmen restaurierte.